# Пархоменко, Валентина Фёдоровна
Валентина Фёдоровна Пархоменко (укр. Валентина Федорівна Пархоменко; род. 5 марта 1937, Монастырище, Черниговская область, УССР) — украинская советская бандуристка, выступавшая в трио «Днепрянка»; народная артистка УССР.

## Краткая биография
С 1958 года в составе трио бандуристок «Днепрянка» (с Элеонорой Миронюк и Юлией Гамовой) выступает на киевской эстраде, с 1965 года при Киевской государственной филармонии. В репертуаре — творчество современных композиторов.
Участница ликвидации аварии на Чернобыльской АЭС. Ныне участвует в деятельности Черниговского общества Киева. Фотография Валентины Пархоменко находится в Монастырищенской школе.